# Ámbelos (Sámos)
Ámbelos, en grec moderne : Άμπελος, est un village du dème de Sámos-Est, sur l'île de Sámos, en  Grèce.
Selon le recensement de 2011, la population du village compte 252 habitants.